# Pye Records
Pye Records bylo britské hudební vydavatelství. Mezi jeho nejznámější umělce patřili Lonnie Donegan (1956–69), Petula Clark (1957–71), The Searchers (1963–67), The Kinks (1964–71), Sandie Shaw (1964–71), Status Quo (1968–71) a Brotherhood of Man (1975–79).